# Delta Aurigae
Delta Aurigae (δ Aur) je hvězda v souhvězdí Vozky vzdálená přibližně 126 světelných let od Země. Na základě astrometrických měření se předpokládá, že jde o astrometrickou dvojhvězdu. Variace v jejím vlastním pohybu a radiálních rychlostech naznačují, že kolem viditelné složky obíhá další hvězda, která se přímo nerozliší. Navíc je pravděpodobné, že Delta Aurigae tvoří součást ještě složitějšího systému nejméně čtyř hvězd.
Hlavní složka je oranžový obr spektrální třídy K0III s poloměrem přibližně 11násobku slunečního a zářivým výkonem asi 62krát vyšším než má Slunce. Povrchová teplota kolem 4786 K jí dodává oranžový odstín. Patří mezi tzv. „red clump“ hvězdy, tedy hvězdy, které již spalují helium v jádru. Odvodit z jejích parametrů lze stáří kolem několika miliard let a hmotnost o něco vyšší než má Slunce.
Měření radiálních rychlostí a spektrálních čar ukazují, že se jedná i o spektroskopickou dvojhvězdu s delší oběžnou periodou (přes 3 roky). Druhou složku nelze přímo pozorovat, ale pravděpodobně jde o hvězdu menší hmotnosti a jasnosti, možná pozdního typu K nebo raného typu M.
V blízkosti hvězdy se nacházejí další slabší složky tohoto komplexního systému, což z Delta Aurigae činí příklad vícenásobné hvězdné soustavy. Pozorování a katalogizace takovýchto systémů jsou důležité pro pochopení vývoje hvězd v interakci a dynamice vícenásobných soustav.
Delta Aurigae je také spojována s meteorickým rojem Delta Aurigidy, jehož radiant se nachází několik stupňů jižně od této hvězdy.